# 馬雷克·傑尼雪克
馬雷克·傑尼雪克（1978年11月26日—）是捷克的政治學者與政治人物，曾擔任捷克司法部與捷克衛生部副部長，並於2009年－2019擔任捷克政黨TOP 09的副主席（2015年－2017年為第一副主席），2013年－2017年與2021年至今擔任比爾森州選區的捷克眾議院議員。

## 早年生活
傑尼雪克於1978年出生於捷克斯洛伐克比爾森州，畢業於西波希米亚大学與查理大學社會科學學院，2006年於西波希米亚大学獲政治學博士學位。他著有數本關於選舉制度的著作。2003年起傑尼雪克在西波希米亚大学講課，2008年起也在布拉格大都会大学講課。

## 政治生涯
2005年－2009年傑尼雪克為基督教民主聯盟—捷克斯洛伐克人民黨黨員，2009年6月他成為新政黨TOP 09籌備委員會的一員，並在政黨代表大會中當選副主席，並多次獲選連任。2008年－2012年傑尼雪克擔任捷克司法部副部長，2012年他獲任捷克衛生部副部長，為首任副部長，2013年他因無法同時兼任TOP 09副主席與副部長而辭去副部長職務。
2013年捷克立法選舉中傑尼雪克當選捷克眾議院比爾森州選區的眾議員，2017年競選連任時落選。2019年傑尼雪克參選歐洲議會議員，但未能當選；同年黨內選舉中他未能獲選連任，卸任TOP 09的副主席。
2020年捷克地方選舉中傑尼雪克當選比爾森州地區議員；2021年又在全國大選中當選比爾森州選區的眾議院議員。

## 個人生活
傑尼雪克已婚並育有一子，其興趣包括閱讀、旅遊與旅遊。